# Jubbulpuria
Jubbulpuria („z Džabalpuru“) byl rod teropodního dravého dinosaura z infrařádu Ceratosauria, žijícího v období pozdní křídy (asi před 70 až 66 miliony let) na území dnešní Indie (oblast Bara Simla). Formálně byl typový druh J. tenuis popsán v roce 1933 na základě objevu tří fosilních ocasních obratlů v sedimentech geologického souvrství Lameta.

## Popis
Jednalo se o menšího dravého dinosaura, dosahujícího dle odhadů délky kolem 1,2 metru a hmotnosti v řádu kilogramů. V současnosti však o něm není známo více údajů a je tedy klasifikován pouze jako nomen dubium (pochybné vědecké jméno). Rodové jméno obkazuje k oblasti objevu fosilií (Džabalpur), druhové pak znamení "tenký" (což popisuje vzezření dochovaných kaudálních obratlů). Velmi podobným dinosaurem byl také další nepříliš dobře známý indický druh Coeluroides largus.
Fosilie tohoto a dalších dinosaurů ze stejného souvrství mohly být již před staletími nevědomky uctívány hinduisty v místních chrámech (například jako božstvo zvané Šarabha).